# Navárniz
Navárniz (oficialmente en euskera: Nabarniz) es un municipio de la comarca de Busturialdea en Vizcaya, País Vasco (España).
Tiene una extensión de 112,2 km² y un censo de 236 habitantes en 2010. Se sitúa a los pies del monte Iluntzar, de 728 metros de altitud, que es la cumbre mas elevada de la comarca de Busturialdea, mientras que la altitud media del municipio es de 360 m. El monte Iluntzar actúa como una línea divisoria natural entre las comarcas de Busturialdea y Lea-Artibai. Está conformado por los barrios Ikazurieta, Intxaurraga, Uribarri-Zabaleta, Elexalde, Merika y Lekerika.

## Geografía

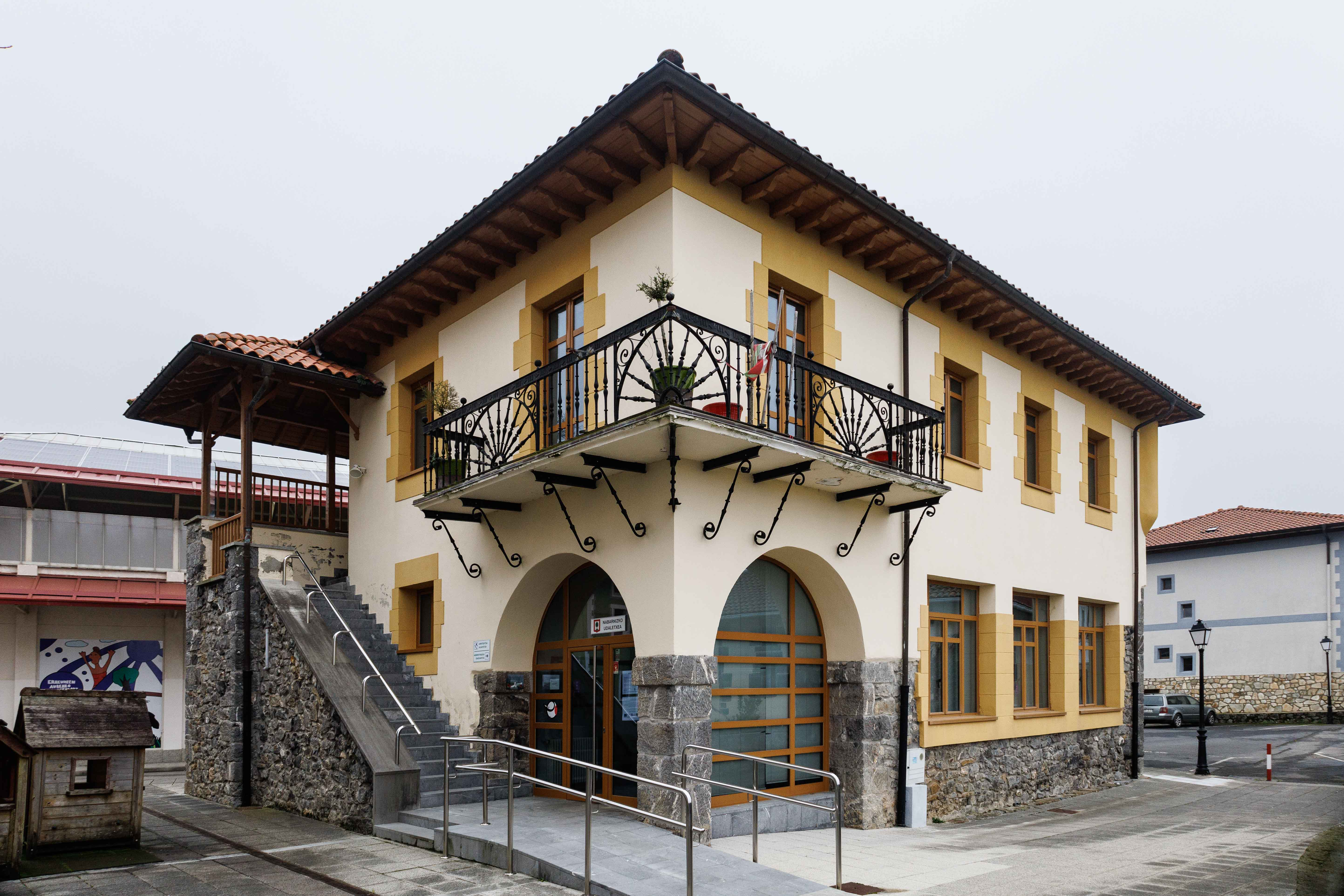
Ayuntamiento de Navárniz

El municipio de Navárniz se encuentra ubicado en el noroeste del Vizcaya, en la comarca de Busturialdea, formando parte de la Reserva de la Biosfera de Urdaibai. Dista nueve km de la capital de la comarca, Guernica y Luno, y 40 km de Bilbao, capital de la provincia de Vizcaya.
Limita con los términos municipales de Ereño por el noroeste; Cortézubi y Arrazua por el oeste; Mendata y Aulestia por suroeste; y con Ispáster y Gizaburuaga por el noreste.
La carretera de acceso principal es la BI 3242, que une Guernica con Ereño.

## Historia
Los restos hallados en el cueva de Ondaro en el barrio Ikazurieta atestiguan que ya había población en el territorio municipal de Navárniz en el Eneolítico, sobre el año 2800 antes de Cristo. El castro de Arrola, u Oppidum Marueleza junto con el curioso y relevante Santuario de Gastiburu, situados a escasos dos km del núcleo de Elixalde, y datados en la II Edad del Hierro, son testimonio claro de la importancia de estas tierras y de sus habitantes prerromanos.
En el siglo X ya hay constancia de la conformación de Navárniz, con los barrios nucleados sobre su propio templo. Así, se tiene el barrio Ikazurieta en torno a la ermita de San Cristóbal, el barrio Uribarri en torno a la ermita de San Miguel, el barrio Merika en torno la ermita de San Gregorio, el de Lekerika en torno a la de Santiago y Elexalde en torno a la iglesia de Santa María de Gorostiza, que se construyó en el siglo XV sobre otro templo anterior llamado Gorritiz de Suso.
En 1964 el municipio es anexionado a la villa de Guernica y Luno, situación que duró hasta 1987, cuando recuperó su independencia.

## Demografía
Navárniz cuenta con una población de 274 habitantes (INE 2024).
| Gráfica de evolución demográfica de Navárniz entre 1842 y 2021 |
| |
| Población de derecho según los censos de población del INE Población de hecho según los censos de población del INEEntre el censo de 1970 y el anterior, este municipio desaparece porque se integra en el municipio 48046 (Guernica y Luno) Entre el censo de 1991 y el anterior, aparece este municipio porque se segrega del municipio 48046 (Guernica y Luno) |

## Economía
La economía del pueblo ha estado históricamente apoyada en el sector primario. La agricultura y ganadería, basadas en la figura del caserío, y la explotación forestal han sido el motor económico del municipio. Con la industrialización de la comarca a principios del siglo XX se produjo una nueva fuente de riqueza al ir a trabajar a las industrias de Guernica y su comarca muchos de los habitantes del municipio.

## Administración y política
| Partido político                                             | 2015  | 2015       | 2011  | 2011       | 2007  | 2007       | 2003        | 2003        | 1999  | 1999       | 1995  | 1995       |
| Partido político                                             | %     | Concejales | %     | Concejales | %     | Concejales | %           | Concejales  | %     | Concejales | %     | Concejales |
| Euskal Herria Bildu (EH Bildu)-Bildu                         | 60,40 | 5          | 57,22 | 4          | —     | —          | —           | —           | —     | —          | —     | —          |
| Euzko Alderdi Jeltzalea-Partido Nacionalista Vasco (EAJ-PNV) | 32,21 | 0          | 37,78 | 1          | 89,71 | 5          | 90,18       | 5           | 44,39 | 1          | 47,45 | 3          |
| Aralar                                                       | —     | —          | 2,78  | 0          | —     | —          | —           | —           | —     | —          | —     | —          |
| Partido Popular del País Vasco (PP)                          | —     | —          | 0,00  | 0          | 1,47  | 0          | 0,00        | 0           | —     | —          | —     | —          |
| Euskal Herritarrok (EH)-Herri Batasuna (HB)                  | —     | —          | —     | —          | —     | —          | Ilegalizado | Ilegalizado | 54,55 | 4          | 51,02 | 4          |